# Percy Mansell Jones
Percy Mansell Jones  (* 11. April 1889 in Carmarthen, Wales; † 24. Januar 1968) war ein britischer Romanist und Literaturwissenschaftler.

## Leben und Werk
Jones studierte in Aberystwyth und im Balliol College, Oxford. Ein Parisaufenthalt 1913 brachte ihn mit Ezra Pound, Émile Verhaeren und André Gide in Berührung. Er wurde Lecturer in Aberystwyth, Cardiff und Cambridge. Von 1937 bis 1951 war er Professor für Französisch am University College of North Wales in Bangor, von 1951 bis 1959 Professor für französische Literatur der Neuzeit an der Universität Manchester.
Die University of Wales verlieh Jones 1960 den ehrenvollen Grad eines Doctor of Letters (DLitt).

## Werke
- Emile Verhaeren. A study in the development of his art and ideas, Cardiff/London 1926
- Tradition and Barbarism. A survey of anti-romanticism in France, London 1930
- French Introspectives. From Montaigne to André Gide, Cambridge 1937
- (Übersetzer) Jean Giraudoux, Racine, Cambridge 1938
- The background of modern French poetry. Essays and interviews, Cambridge 1951, 1968
- Baudelaire, Cambridge 1952
- Verhaeren, London 1957
- The assault on French literature, and other essays, Manchester 1963
- (Hrsg. mit G. Richardson) A book of French verse. Lamartine to Eluard, Oxford 1964